# Hyderabad Open
Die Hyderabad Open sind offene internationale Meisterschaften von Indien im Badminton. Sie wurden erstmals 2018 ausgetragen.

## Sieger
| Saison    | Herreneinzel      | Dameneinzel       | Herrendoppel                          | Damendoppel               | Mixed                                       |
| --------- | ----------------- | ----------------- | ------------------------------------- | ------------------------- | ------------------------------------------- |
| 2018      | Sameer Verma      | Kim Ga-eun        | Satwiksairaj Rankireddy Chirag Shetty | Ng Tsz Yau Yuen Sin Ying  | Akbar Bintang Cahyono Winny Oktavina Kandow |
| 2019      | Sourabh Varma     | Yeo Jia Min       | Muhammad Shohibul Fikri Bagas Maulana | Baek Ha-na Jung Kyung-eun | Hoo Pang Ron Cheah Yee See                  |
| 2020 2024 | nicht ausgetragen | nicht ausgetragen | nicht ausgetragen                     | nicht ausgetragen         | nicht ausgetragen                           |